# Центральный Кань-сюр-Мер
Центра́льный Кань-сюр-Мер (фр. Cagnes-sur-Mer-Centre) — упразднённый кантон во Франции, в регионе Прованс — Альпы — Лазурный Берег, департамент Приморские Альпы. Входил в состав округа Грас. Кантон был образован в 1985 году. Код INSEE кантона — 06 48.
До марта 2015 года в состав кантона Центральный Кань-сюр-Мер входила часть города и коммуны Кань-сюр-Мер.

## Население
Население кантона на 2007 год составляло 25 524 человека.
| 1962 | 1968 | 1975 | 1982 | 1990 | 1999   | 2006 | 2007   | 2008 |
| ---- | ---- | ---- | ---- | ---- | ------ | ---- | ------ | ---- |
| —    | —    | —    | —    | —    | 24 215 | —    | 25 524 | —    |

По закону от 17 мая 2013 и декрету от 24 февраля 2014 года количество кантонов в департаменте Приморские Альпы уменьшилось с 52-х до 27-ми. Новое территориальное деление департаментов на кантоны вступило в силу во время выборов 2015 года. После реформы кантон был упразднён.